# 巴克訴貝爾案
巴克訴貝爾案（Buck v. Bell, 274 U.S. 200 (1927)）是美國一個關於優生學和強制絕育的案件。在此判決中，美國最高法院允許弗吉尼亚州根據其1924年通過的《优生绝育法》对因奸成孕的凱莉·巴克施行强制绝育，这位单身母亲被诊断为“智力低下”，最高法院法官小奥利弗·温德尔·霍姆斯评论说：“如果社会不是等着劣等后代因为犯罪而被处死或者因为智力低下而活活饿死，而是阻止明显不够格的人繁育后代，对整个世界来说都会更好。”並提出的“生育權不是權利而是特權”的論點，跟弗吉尼亚州《优生绝育法》类似的法案在美國其他30个州也相继出爐，并影響了納粹德國於1933年制訂的《德国遗传健康法》。該法案已被1942年的斯金纳訴俄克拉荷馬州案部分推翻。

## 外部連結
- 巴克訴貝爾案裁判文本--Findlaw  （页面存档备份，存于） （英文）
- 巴克訴貝爾裁判文本--supreme.justia.com （页面存档备份，存于） （英文）